# Acetylendiol
Acetylendiol (systematicky ethyndiol) je organická sloučenina se vzorcem HO−C≡C−OH; jedná se o diol odvozený od ethynu (acetylenu), látka tak patří mezi alkynoly. Je nestabilní a přeměňuje se na svůj tautomer glyoxal, (CHO)2.

## Detekce
Acetylendiol lze pozorovat v plynné fázi pomocí hmotnostní spektrometrie. Získat jej lze fotolýzou kyseliny kvadrátové v matrici z pevného argonu při 10 K (-263 °C).

## Deriváty

### Alkoxidy
Stejně jako diol je i většina jeho etherů nestálá; di-terc-butoxyacetylen ale lze izolovat pomocí destilace.

### Acetylendioláty
Acetylendiol vytváří acetylendiolátový (ethyndiolátový) anion, −O−C≡C−O−, a příslušné soli. Tyto soli se nepřipravují z ethyndiolu, ale redukcí oxidu uhelnatého. Acetylendiolát draselný (K2C2O2) získal poprvé Justus von Liebig v roce 1834, a to reakcí oxidu uhelnatého s draslíkem, předpokládal ale, že jde o „karbonyl draslíku“ (KCO). Během příštích 130 let byly popsány „karbonyly“ sodíku (1893), barya (1903), stroncia (1906) a lithia, rubidia a cesia (1933). Poté se ukázalo, že původní reakcí vzniká směs acetylendiolátu draselného a benzenhexolátu draselného (K6C6O6).
Struktura těchto solí byla zjištěna v roce 1963.
Acetylendioláty je možné vytvořit také rekcemi CO a roztoků příslušných kovů v kapalném amoniaku. Acetylendiolát draselný je světle žlutá pevná látka, která explozivně reaguje se vzduchem, halogeny, halogenovanými uhlovodíky, alkoholy,vodou a jinými sloučeninami obsahujícími kyselé vodíky.

### Komplexy
Acetylendiol může vytvářet komplexní sloučeniny, například [TaH(HOC≡COH)(dmpe)2Cl]+Cl−.
Acetylendiolát a jiné podobné anionty, jako jsou deltát (C3O 2-
3 ) a squarát (C4O 2-
4 ) lze připravit z oxidu uhelnatého za mírných podmínek redukčním párováním CO ligandů v organických komplexech uranu.